# Ram Chaves
Ramón "Ram" Chaves III', conocido artísticamente como Ram Chaves. Es un cantante de rock, compositor ocasional y músico filipino nacido en Cagayán de Oro, que se unió a la primera temporada de la competencia en Pinoy Idol organizada por la cadena televisiva GMA donde logró terminar como el segundo finalista. se dice que hubiese terminado en tercer lugar, pero él todavía tiene un contrato con GMA Network, junto a Jayann Bautista y la ganadora de la Pinoy Idol, Gretchen Espina.

## Primeros años
Chaves se graduó en la escuela secundaria en su ciudad natal de Cagayán de Oro en la Universidad Xavier, una universidad jesuita en marzo de 1999, la suya fue la última jornada en XUHS cuando fue estrictamente a una institución dirigida solo para hombres. Luego Chaves se unió a su padre en Dubái después de terminar sus estudios de licenciatura de Empresas, donde cursó en la Universidad de Xavier en 2003. Su padre es un conductor de limusinas, existe en Burj al-Arab un hotel más famoso por su peculiar de estilo dhow. Un año más tarde, Chaves regresó a Manila, donde trabajó como agente de call center. Antes de unirse a la Pinoy Idol, que solía ser después vocalista de una banda de rock.

## La banda de Ram Chaves
Chaves junto a su banda recientemente lanzó su álbum llamado Sutil, Ram Chaves es la banda que ya existía incluso antes de Chaves entrara a formar como parte integrante, que también se sumaron a Pinoy Idol. La banda obtuvo sus propias canciones originales que son suficientes para tener dos álbumes. Chaves Ram Band, anteriormente conocido como el Grupo Sutil, con el tiempo había algunos cambios en lo que se refiere a los integrantes. Su álbum debut contiene Sutil, de 12 canciones originales incluidos entre el tema musical "Kol Centro", que fue escrito por el mismo Chaves. Se creó hace 4 años, mientras que Chaves se encontraba en centro de atención telefónica. Otra canción del álbum titulada "Hiwaga", estuvo ganando popularidad en las listas más importantes de diferentes estaciones de radioemisoras.

## Pinoy Idol en la final
La final se describió como una competencia en su Filipinas "tres grandes grupos de las islas, bajo la organización de Espina en una representación de Visayas, mientras que los competidores de Jayann Bautista de Pampanga en representación a su provincia de Luzón y Ram Chaves, de la ciudad de Cagayán de Oro en representación de Mindanao. 

## Publicación de la Pinoy Idol
Chaves realizó el tema musical titulada Seno Novela 's Una Kang Naging Akin, protagonizada por Maxene Magalona, Wendell Ramos y Angelika de la Cruz. Mae Flores, quien terminó en 11 ª en la Pinoy Idol, también obtuvo la oportunidad al igual que Chaves. Ella realizó el tema musical de "Dapat Ka Mahalin Bang?" having the same title, además que tenían el mismo título de la canción, con las estrellas como Aljur Abrenica y Kris Bernal.
- Datos: Q539676